# ウィリアム・ミューラー
ウィリアム・ミューラー（William Mueller、男性、1980年9月10日 - ）は、アメリカ合衆国のプロレスラーである。ミズーリ州フレデリックタウン出身。トレバー・マードック（Trevor Murdoch）のリングネームで活動している。
他にも、ジェスロ・ホリデー（Jethro Holliday）、トレバー・ローズ（Trevor Rhodes）、
トレバー・ローデス（Trevor Rhodes）などのリングネームでの活動が知られる。
過去のリングネームの由来であるディック・マードック、ダスティ・ローデスのような肉付きのしっかりした体格に加え、試合技術も非常に古典的なレスリングスタイルである。ジ・アウトロー（The Outlaw）の異名を持ち、同名のタッグチームも結成していた。

## 来歴

### WLW・ノア
1999年に、ハーリー・レイスが設立したプロレス道場兼団体でもあるWLWでトレバー・ローズ（ノア参戦時の表記は「トレバー・ローデス」）のリングネームでデビュー。WLWでは3度のヘビー級王者になっている。2002年7月にはプロレスリング・ノアに留学生として初来日。寮に住み込みで、道場において所属選手とともに練習を行っていた。興行の際には、雑用・裏方業務やセコンドなどにも従事、選手会興行にも参加した。それ以後も数度来日して試合を行っている。
ノア参戦時は、入退場時に常にテンガロンハットを着用していたことが特徴であった。また、試合中に最低1度は行う、腰をゆっくりとくねらせながら「フォ〜ウ」と叫ぶパフォーマンス・挑発行為が定着していた。

### WWE
WWEの下部組織OVWに入り、2005年にWWEとディベロップメント契約を結ぶ。同年8月、その風貌が往年の名レスラーディック・マードックに似ていたことから、リングネームをトレバー・マードックに改め、OVWからタッグを組んでいたランス・ケイドと共にケイド&マードックを結成WWEデビューする。デビューして二週間でPPV大会のアンフォーギヴェンにおいて世界タッグ王座を獲得。しかし翌月のPPV大会タブー・チューズデイにおいてすぐさまケイン・ビッグ・ショー組に同王座を奪われる。その翌日のRAWにおいて復讐のために、ハードコア形式での世界タッグ王座戦にケイドと共にケイン・ビッグショー組に臨むも敗退。その後はなぜか、共にデビューしたケイドとのタッグを解消、お互いシングルに専念する（デビューしてすぐに解散するタッグチームは少ないため、観客は違和感を覚えた）。
2006年頃よりシングルプレイヤーとして前座番組であるヒートなどに登場。勝利はしていたもののRAWへの出場は余り無かった。その後転機によって再びケイドとケイド&マードックを結成。ビンス・マクマホンに加担し、D-Xを追放するために協力する。
2007年には、ハーディーズとレベルの高いタッグ戦を繰り広げる。そして、同年5月には2度目の世界タッグ王座を獲得した。
2008年には、突如「歌うキャラ」となり、パートナーであったランス・ケイドと決別。6月に行われた追加ドラフトでスマックダウンへの移籍が決定するも、7月3日にWWEによって解雇された。これによりスマックダウンで試合をすることは結局一度も無かった。
その後は、IWAなどのインディー団体で活動。2008年9月のWLW・NOAH合同キャンプに指導員として参加していた。

### TNA
インディー団体を渡り歩いた後、2009年5月より"ジ・アウトロー" ジェスロ・ホリデーのリングネームでTNAへ参戦したが11月に解雇された。
その後、アメリカだけでなくカナダ、メキシコ、イギリス、ドイツ、フランス、イタリア、スペイン、オーストリア、ポルトガル、アイルランド、ベルギー、南アフリカ、オーストラリア、韓国などの様々な団体に出場。

### WLW・ノア 再参戦
自らの原点であるWLWにトレバー・マードックの名で再参戦し、再びWLW世界ヘビー級王者になる。
2011年3月より、トレバー・マードックの名で、かつて留学生として来日したノアに7年ぶりの参戦が決定。GHCヘビー級王座の挑戦・奪取を表明した。その後3月7日に、同月21日の福岡国際センターで行われる「GREAT VOYAGE 2011 in Fukuoka」にて同王者の杉浦貴へ挑戦が決定。選手権試合では、あと一歩まで追い込むも、結果は惜敗であった。
2020年9月29日、アーロン・スティーブンスを破りNWAナショナルヘビー級王座を獲得。

## 得意技
エース・オブ・スペード
元はカナディアン・デストロイヤーと同型の技だったが、相手が頭部を打ち付けると危険すぎるため、ボディを足で挟み、パワーボムのように背面からマットへ叩きつける（回転エビ落とし）という改良がなされた。シングルマッチにおいての決め技。雪崩式も使用。
ドリル・ア・ホール・パイルドライバー
2011年ノア再参戦時の決め技。上記エース・オブ・スペードからの連携で決め技とするパターンが多い。
ダイビング・ブルドッグ
デビュー戦当時に使用していた決め技。コーナー上からの飛び、相手に飛びつくようにして決めるブルドッギング・ヘッドロック。現在も重要な局面で使用する。
ランニング・ブート
助走をつけて片足を高く上げ、足の裏で相手を蹴飛ばす。助走式フロント・ハイキック。
コンプリート・ショット
正面から相手を抱え、そのまま後方へ倒れ込んで顔面をマットへ叩き付ける技。裏河津落とし。
エルボー・スタンプ
デビュー時から試合の要所要所で使用してきた技。相手の頭頂部へ自身の肘を振り下ろすようにぶつける。
ハイ・ロー
ケイドとのタッグ時の合体技。旧名称はスウィート＆サワー。相手の膝裏と首に二人がかりでクローズラインを打ち込む。

## 獲得タイトル
WWE
- WWE・世界タッグチーム王座 - 3回

WLW
- WLW世界ヘビー級王座 - 4回
- WLW世界タッグ王座 - 3回

NWA
- NWA世界ヘビー級王座 - ３回
- NWAナショナルヘビー級王座 - 1回
- NWA世界タッグ王座 - 1回